# Kord Kandi (Szahin Deż)
Kord Kandi – wieś w Iranie, w ostanie Azerbejdżan Zachodni, w szahrestanie Szahin Deż. W 2006 roku liczyła 588 mieszkańców.